# 京都府道141号小塩山大原野線
京都府道141号小塩山大原野線（きょうとふどう141ごう おしおやまおおはらのせん）は、京都府京都市西京区大原野南春日町を起点に西京区大原野北春日町に至る一般府道である。

## 概要
京都市西京区大原野南春日町から京都市西京区大原野北春日町
小塩山山頂付近から麓の大原野の里までを結ぶ府道である。山頂には大原野西嶺上陵（淳和天皇陵）や放送局、通信事業者、自治体などの無線中継局があり、これらを管理する車両が通行している。以前は一般車両も通行可能であったが、現在は山頂から麓までの府道の大部分が一般車両通行禁止（徒歩では通行可能）となっている。

### 路線データ
- 起点：京都市西京区大原野南春日町（小塩山付近）
- 終点：京都市西京区大原野北春日町（柳川交差点、京都府道140号灰方中山線交点）

## 地理

### 通過する自治体
- 京都市（西京区）

### 交差する道路
| 交差する道路                                                        | 交差する場所        | 交差する場所                                                                                                  |
| ------------------------------------------------------------------- | ------------------- | --- |
| 京都府道10号大山崎大枝線 / バイパス                                 | 大原野南春日町      | |
| 京都府道140号灰方中山線                                             | 大原野北春日町      | 柳川交差点 / 終点                                                                                             |
| バイパス                                                            |                     | |
| E9 京都縦貫自動車道 / 国道478号 京都府道10号大山崎大枝線 / バイパス | 大原野北春日町      | 16 大原野IC / バイパス起点【北緯34度57分57.5秒 東経135度39分25.6秒 / 北緯34.965972度 東経135.657111度】       |
| 京都府道10号大山崎大枝線 / 現道                                     | 大原野北春日町      | |
| 京都府道140号灰方中山線                                             | 大原野西境谷町2丁目 | 新林本通境谷交差点 / バイパス終点【北緯34度57分58.4秒 東経135度40分1.6秒 / 北緯34.966222度 東経135.667111度】 |

### 沿線
- 小塩山
- 大原野西嶺上陵（淳和天皇陵）
- 京都府立洛西高等学校
- 勝持寺（花の寺）
- 大原野神社